# R.J. Umberger
Richard Allen "R.J." Umberger, Jr., född 3 maj 1982 i Pittsburgh, Pennsylvania, är en amerikansk professionell ishockeycenter som är assisterande lagkapten i Philadelphia Flyers i NHL. Han har tidigare spelat för Columbus Blue Jackets.
R.J. Umberger valdes i första rundan som 16:e spelare totalt av Vancouver Canucks i NHL-draften 2001. Efter att han hade spelat tre säsonger vid Ohio State University hade han för avsikt att prova på proffsspel med Canucks i NHL säsongen 2003–04. Parterna kunde dock inte enas om något kontrakt vilket resulterade i att Umberger inte spelade någon hockey alls den säsongen. 9 mars 2004 bytte Canucks bort Umberger till New York Rangers, men han kom inte heller att spela för New York-laget utan skrev istället på som free agent för Philadelphia Flyers den 16 juni 2004. Säsongen 2004–05 spelade han för Flyers farmarlag Philadelphia Phantoms i AHL.
Umberger gjorde NHL-debut säsongen 2005–06 med 20 mål och 18 assist på 73 matcher. Umberger spelade tre säsonger i Philadelphia Flyers. 20 juni 2008 bytte Flyers bort honom till Columbus Blue Jackets.  

## Statistik
CCHA = Central Collegiate Hockey Association

### Klubbkarriär
| 2000–01    | Ohio State Buckeyes   | CCHA       | 32  | 14  | 23  | 37  | 18  | —  | —  | — | —  | —  |
| 2001–02    | Ohio State Buckeyes   | CCHA       | 37  | 18  | 21  | 39  | 31  | —  | —  | — | —  | —  |
| 2002–03    | Ohio State Buckeyes   | CCHA       | 43  | 26  | 27  | 53  | 16  | —  | —  | — | —  | —  |
| 2003–04    |                       | —          | —   | —   | —   | —   | —   | —  | —  | — | —  | —  |
| 2004–05    | Philadelphia Phantoms | AHL        | 80  | 21  | 44  | 65  | 36  | 21 | 3  | 7 | 10 | 12 |
| 2005–06    | Philadelphia Phantoms | AHL        | 8   | 3   | 7   | 10  | 8   | —  | —  | — | —  | —  |
| 2005–06    | Philadelphia Flyers   | NHL        | 73  | 20  | 18  | 38  | 18  | 5  | 1  | 0 | 1  | 2  |
| 2006–07    | Philadelphia Flyers   | NHL        | 81  | 16  | 12  | 28  | 41  | —  | —  | — | —  | —  |
| 2007–08    | Philadelphia Flyers   | NHL        | 74  | 13  | 37  | 50  | 19  | 17 | 10 | 5 | 15 | 10 |
| 2008–09    | Columbus Blue Jackets | NHL        | 82  | 26  | 20  | 46  | 53  | 4  | 3  | 0 | 3  | 0  |
| 2009–10    | Columbus Blue Jackets | NHL        | 82  | 23  | 32  | 55  | 40  | —  | —  | — | —  | —  |
| 2010–11    | Columbus Blue Jackets | NHL        | 82  | 25  | 32  | 57  | 38  | —  | —  | — | —  | —  |
| 2011–12    | Columbus Blue Jackets | NHL        | 77  | 20  | 20  | 40  | 27  | —  | —  | — | —  | —  |
| NHL totalt | NHL totalt            | NHL totalt | 551 | 143 | 171 | 314 | 236 | 26 | 14 | 5 | 19 | 12 |

### Internationellt
| År            | Lag           | Turnering     |    | Matcher | Mål | Assist | Poäng | Utv |
| ------------- | ------------- | ------------- | -- | ------- | --- | ------ | ----- | --- |
| 2001          | USA           | JVM           | 7  | 2       | 2   | 4      | 2     |     |
| 2002          | USA           | JVM           | 7  | 1       | 4   | 5      | 0     |     |
| 2006          | USA           | VM            | 1  | 0       | 0   | 0      | 0     |     |
| Junior totalt | Junior totalt | Junior totalt | 14 | 3       | 6   | 9      | 2     |     |
| Senior totalt | Senior totalt | Senior totalt | 1  | 0       | 0   | 0      | 0     |     |